# 佐藤信夫 (政治学者)
佐藤 信夫（さとう のぶお、1945年 - ）は、日本の政治学者、言語学者、アルメニア学者。

## 経歴
東京都四谷生まれ。蔵前工業高等学校建築科卒、1972年中央大学法学部卒、同文学部仏文科卒、1985年UCLAで印欧語研究の博士課程を修了、アルメニアの科学アカデミーからも博士号を授与された。ロサンジェルスあさひ学園高等学校教諭、UCLA助手、山梨学院大学法学部助教授、教授を経て2013年退職。

## 著書

### 単著
- 『アルメニア史 人類の再生と滅亡の地』泰流社 1986。ISBN 4884705424
- 『アルメニア語文法 詳解 印欧比較言語学の主要言語』泰流社 1988。ISBN 488470665X
- 『新アルメニア史 人類の再生と滅亡の地』泰流社 1989。ISBN 4884706676
- 『ナゴルノ・カラバフ ソ連邦の民族問題とアルメニア』編著 泰流社 1989。ISBN 4884706978
- 『ソ連邦解体と民族問題』現代書館 1992。全国書誌番号:92029031、NCID BN07123015。
- 『古典アルメニア語文法』泰流社 1995。ISBN 4812101026
- 『地政学で世界を読む 21世紀のシナリオ』同友館 1995。ISBN 4496023040
- 『法の源流 デルポイの神託と般若心経 インド・ヨーロッパ比較法思想史の試み』芦書房 1995。ISBN 4755611148
- 『法理学 デルポイの神託と般若心経/インド・ヨーロッパ比較法思想史の試み』芦書房 2002。ISBN 4755611687
- 『古典アルメニア語 独創的な国字（アイブベーナ）の文法と解説』国際語学社 古代の歴史ロマン 2003。ISBN 4877311750
- 『法律ラテン 演習で学ぶローマ法の基礎解説』国際語学社 2003。ISBN 4877311939
- 『現代（西）アルメニア語』国際語学社 2004。ISBN 4877312072
- 『古代法解釈 ハンムラピ法典楔形文字原文の翻訳と解釈』慶應義塾大学出版会 2004。ISBN 4766410572
- 『法律羅甸語文法 演習で学ぶローマ法から現代法までの解釈と手引きの基礎』国際語学社 2005。ISBN 4877312498

### 共著
- 『アッシリア語入門 現代アラム語』飯島紀共著 泰流社 1993。ISBN 4812100356
- 『グルジア語文法』飯島紀共著 泰流社 1994。ISBN 4812100860
- 『対訳グルジア憲法 解釈と逐語訳』飯島紀共訳著 信山社出版 1998。ISBN 4797221380
- 『アルメニア憲法 対訳』訳著 信山社出版 1999。ISBN 4797221623
- 『ネオ・アッシリア語入門（ネオ・アラム語）』飯島紀共著 国際語学社 2006 古代の歴史ロマン。ISBN 4877313354
- 『サンスクリット文法入門 般若心経、観音経、真言を梵字で読む』新版 山中元共著 国際語学社 2010 古代の歴史ロマン。ISBN 978-4877315290